# Первый украинский театр для детей и юношества
Первый академический украинский театр для детей и юношества (укр. Перший академічний український театр для дітей та юнацтва) — основан в марте 1920 года в Харькове, с 1944 года работает во Львове.

## История
Первый украинский театр для детей и юношества основан на основе приказа ТЭО Наркомпроса в марте 1920 года. Театр был создан в тогдашней столице Украины как «Театр сказки» (официальное открытие — 21 марта 1921). В создании театра принимали участие искусствовед и драматург А. Белецкий, композиторы Исак Дунаевский и Д. Ямпольский, художники Б. Косарев, Г. Цапок и М. Акимов и др.
Впоследствии в театре работала целая плеяда воспитанников и соратников Леся Курбаса:
- Михаил Верхацкий,
- Леонтий Дубовик,
- Фауст Лопатинский,
- Владимир Скляренко,
- Борис Тягно,

а затем и их ученики:
- Александр Барсегян,
- Алексей Рипко.

В 1930-х годах театр стал называться Харьковским театром юного зрителя, а в 1938 году театру присвоено имя М. Горького, в 1990 году по решению коллектива театр получил своё теперешнее название.
После лет Второй мировой войны коллектив в сотрудничестве с труппой Киевского театра юного зрителя провел в Кузбассе, Казахстане, Узбекистане, в 1944 году театр переводят во Львов в помещение бывшего еврейского театра.
В львовский период в театре в разное время работали такие известные режиссёры как:
- С. Данченко,
- В. Опанасенко,
- А. Куница,
- М. Нестантинер,
- В. Козьменко-Делинде,
- А. Бабенко.

Здесь начинал свой творческий путь Роман Виктюк. В 1990 году от театра отделилась группа актёров во главе с Я. Федоришиным, которая организовалась в известный ныне театр «Воскресение».
17 декабря 1969 года театр награждён орденом Трудового Красного Знамени.

## Художественно руководящий состав
- Художественный руководитель, директор — заслуженный деятель искусств Украины Юрий Орестович Мысак
- Главный режиссер — Заднепряной Игорь Александрович
- Главный художник — заслуженный художник Украины Завьялова Дарья Анатольевна[2]
- Режиссёр-постановщик — Ирина Цыпина
- Художник-постановщик — заслуженный деятель искусств Украины Марьян Савицкий